# La Femme au tableau
Ne doit pas être confondu avec La Femme au portrait.
Pour plus de détails, voir Fiche technique et Distribution.
La Femme au tableau ou La Dame en or au Québec (Woman in Gold), est un film de procès britannico-américain réalisé par Simon Curtis, sorti en 2015,.

## Synopsis
Maria Altmann, une Autrichienne juive réfugiée en Californie peu avant la Seconde Guerre mondiale, se bat devant les tribunaux, 65 ans plus tard, pour récupérer auprès du gouvernement autrichien les peintures de Gustav Klimt que sa famille possédait et qui avaient été volées par les nazis puis exposées au musée du Belvédère. La collection comprend notamment le portrait de sa tante, Adele Bloch-Bauer, renommé La Femme en or après la guerre par le gouvernement autrichien afin de dissimuler l'identité juive du sujet.
Maria Altmann est conseillée par un jeune avocat de Los Angeles, E. Randol Schoenberg, petit-fils du compositeur Arnold Schönberg, et donc lui-même descendant de Juifs autrichiens. À Vienne, tous deux sont aidés par le journaliste Hubertus Czernin.

## Fiche technique
- Titre français : La Femme au tableau
- Titre québécois : La Dame en or
- Titre original : Woman in Gold
- Réalisation : Simon Curtis
- Scénario : Alexi Kaye Campbell
- Production : David Thompson, Kris Thykier
- Sociétés de production : BBC Films, The Weinstein Company[3], Origin Pictures
- Direction artistique : Michel Derain
- Pays de production :  Royaume-Uni,  États-Unis
- Langue originale : anglais, allemand
- Genre : drame
- Durée : 107 minutes
- Dates de sortie[4] :
  - Allemagne : 9 février 2015 (Berlinale 2015)
  - États-Unis : 1er avril 2015 (sortie limitée)
  - Royaume-Uni, États-Unis : 10 avril 2015 (sortie nationale)
  - France : 14 juin 2015 (Festival du film aux Champs-Élysées) ; 15 juillet 2015 (sortie nationale)

## Distribution
- Helen Mirren (VF : Frédérique Tirmont ; VQ : Claudine Chatel) : Maria Altmann
- Ryan Reynolds (VF : Rémi Bichet ; VQ : François Godin) : E. Randol Schoenberg
- Daniel Brühl (VF : Jochen Haegele ; VQ : Nicolas Charbonneaux-Collombet) :   Hubertus Czernin
- Katie Holmes (VF : Alexandra Garijo ; VQ : Aline Pinsonneault) : Pam
- Tatiana Maslany (VF : Jessica Monceau) : Maria Altmann, jeune
- Max Irons : Fredrick « Fritz » Altmann
- Charles Dance (VF : Féodor Atkine) : Sherman
- Antje Traue : Adele Bloch-Bauer
- Elizabeth McGovern (VF : Rafaèle Moutier) : la juge Florence-Marie Cooper (en)
- Frances Fisher (VF : Annie Balestra) : Barbara Schoenberg, la mère de Randol
- Moritz Bleibtreu : Gustav Klimt
- Tom Schilling : Heinrich
- Allan Corduner : Gustav Bloch-Bauer
- Henry Goodman : Ferdinand Bloch-Bauer
- Nina Kunzendorf : Therese Bloch-Bauer
- Alma Hasun : Luise
- Justus von Dohnányi (VF : Bruno Dubernat) : Dreimann
- Olivia Silhavy : Elisabeth Gehrer
- Ludger Pistor (VF : Jean Barney) : Rudolph Wran
- Ben Miles (VF : Mathieu Buscatto) : Ronald Lauder
- Christian Dolezal : Felix Landau
- Harry Ditson (VF : Pierre Londiche) : Stan Gould
- Stephen Greif : Bergen
- Jonathan Pryce (VF : Jean-Luc Kayser) : le chef William Rehnquist
- Joseph Mydell : le juge Clarence
- Eric Meyers (VF : Daniel Lafourcade) : David Pike
- Rolf Saxon (VF : Stéfan Godin) : Stan Gould
- Lisa Gornick : Frau Neumann

 Source et légende : version française (VF) sur RS Doublage et version québécoise (VQ) sur Doublage.qc.ca

## Production

### Tournage

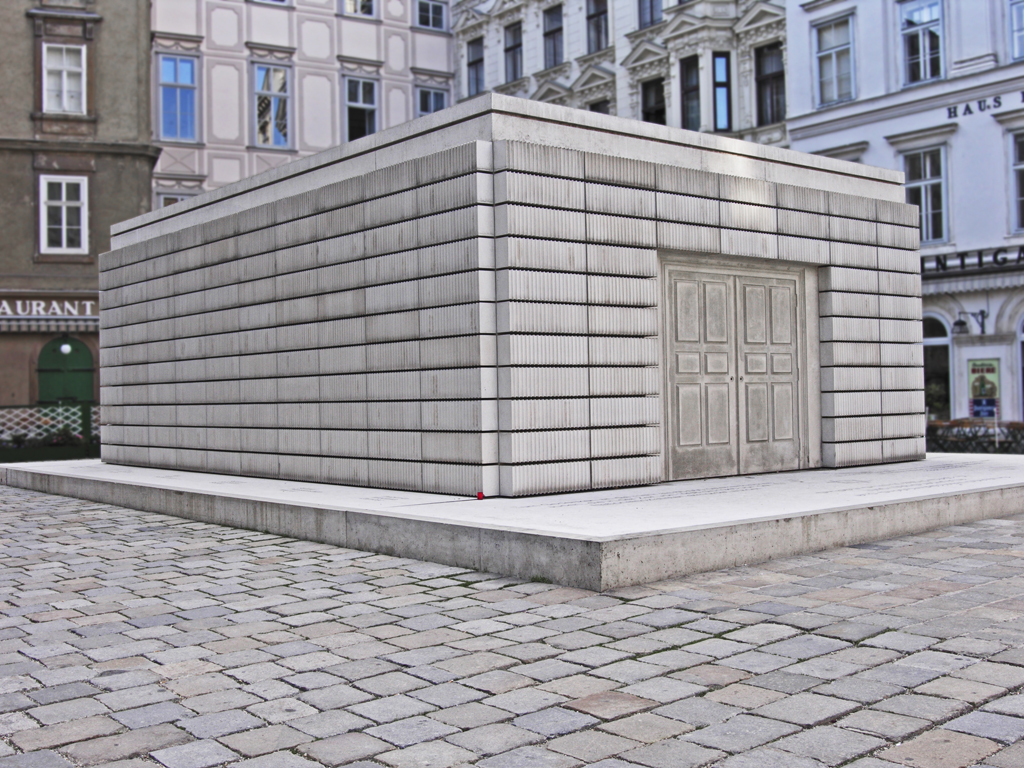
Le Mémorial de la Shoah, à Vienne, devant lequel se recueillent Maria Altmann et Randol Schoenberg.

Le tournage du film a débuté le 23 mai 2014 et s'est déroulé sur près de huit semaines et dans trois villes différentes. Ainsi, bien que Londres n'apparaisse pas dans le film, la production y a tourné pendant un mois notamment pour des scènes d'intérieurs. Cinq jours de prises de vues à Los Angeles ont été nécessaires avant que l'équipe ne pose ses caméras à Vienne durant plusieurs semaines. Une expérience particulièrement marquante pour Simon Curtis, notamment au moment de reconstituer les défilés nazis en pleine rue avec la foule autrichienne acclamant cette nouvelle ère.

## Autour du film
Le rôle de Randol Schoenberg avait été initialement prévu pour Andrew Garfield, mais il a finalement été remplacé par Ryan Reynolds.
C'est en regardant un documentaire intitulé "Voler Klimt" diffusé sur la BBC, que Simon Curtis a découvert l'histoire de Maria Altmann et notamment son combat pour récupérer le portrait de sa tante. Il a aussitôt songé à en faire une fiction pour le cinéma, tant il a été ému par ce sujet.
Le réalisateur a démontré qu'il aimait particulièrement restituer une époque sur grand écran. Ainsi, à l'instar de son précédent film, My Week with Marilyn, il s'est énormément documenté pour rendre compte des moindres détails de la période traitée dans le film.
Afin d'adapter cette histoire et d'en tirer un scénario, la production a fait appel à un auteur de théâtre, Alexi Kaye Campbell, qui fait ici son entrée dans le monde du cinéma : « Il ne surcharge pas ses personnages de détails inutiles et cisèle des dialogues acérés (...). Nous sentions qu'il serait capable de s’attaquer à une histoire aussi difficile que celle-ci et de la rendre cohérente et fascinante, et c’est exactement ce qu’il a fait ».
Pour rendre le plus authentique possible les scènes d'époque se déroulant dans la Vienne de l'avant-guerre, Simon Curtis a tenu à ce que les comédiens jouent en allemand : « Le film parle d'identité, ce qui soulève la question de savoir si l'on se définit par le pays d’où l'on vient ou par celui où l'on vit », explique-t-il.
Au moment où le projet a commencé à voir le jour, Maria Altmann était d'ores et déjà morte, mais son avocat, Schoenberg, interprété ici par Ryan Reynolds, était vivant et en bonne santé et s'est donc beaucoup impliqué dans le processus de création. Son témoignage a d'ailleurs beaucoup aidé le scénariste du film, notamment pour tout ce qui concerne la partie juridique de l'affaire.
N'ayant pu bénéficier du témoignage de Maria Altmann, Alexi Kaye Campbell a dû fournir un important travail d'investigation, que ce soit auprès de documents écrits ou d'interviews, afin de rendre compte au mieux de la vie de l'Autrichienne. Il a ainsi découvert certaines anecdotes très surprenantes concernant la fuite de Vienne de Maria et de sa famille : « Il y a cette histoire extraordinaire du frère de Maria qui a pu quitter Vienne parce qu'il avait un jour sauvé un neveu d’Hitler à la suite d’un accident de ski en le descendant de la montagne sur son dos car il s’était cassé une jambe (...). Deux ans plus tard, ledit neveu l'a convoqué au quartier général nazi pour lui remettre des papiers lui permettant de quitter le pays. »
D'un point de vue purement esthétique, Simon Curtis a souhaité que l'époque des années 40 soit illustrée par des images désaturées, tandis que les scènes se déroulant de nos jours devaient posséder des couleurs vives comme on peut en trouver dans le cinéma contemporain.
Au moment du tournage à Vienne, le maire de la ville a tenu à honorer Helen Mirren et lui a remis une réplique miniature en or d'une des figures arborant l'Hôtel de Ville : « Je ne pense pas que cette récompense m'ait vraiment été destinée. Je pense qu’elle a été symboliquement remise à Maria Altmann », commente l’actrice. « Le maire m’a dit que les efforts de Maria pour récupérer les tableaux avaient contraint Vienne à se confronter à son passé. En ce sens, elle est d’une importance capitale pour l’histoire de la ville », se rappelle la comédienne.
Bien que l'Autriche soit encore aujourd'hui traumatisée par une partie de son histoire récente et le fait de s'être laissé intégrer à l'Allemagne nazie, la production a été très bien accueillie par les Autrichiens qui ont estimé nécessaire de raconter cette part sombre de leur passé : « Nous avons reconstitué une page complexe de l'histoire culturelle de Vienne – autrement dit le débat pour savoir si ces peintures devaient être restituées à la famille ou rester dans leur musée (...). Pour couronner le tout, on a aussi reconstitué l’épisode le plus traumatisant de toute l’histoire du pays. On en a toujours eu conscience, mais les Viennois sont très chaleureux et nous ont offert leur hospitalité et leur soutien inconditionnels. »
Le journaliste autrichien Hubertus Czernin est mort seulement quelques semaines après la restitution des cinq œuvres d'art de Klimt à Maria Altmann, d’une maladie rare appelée mastocytose.
« Sans ses efforts, aucune des récentes restitutions d'art n’aurait eu lieu et les cinq célèbres tableaux de Klimt n’auraient certainement jamais été rendus à Maria Altmann », a déclaré M. Schoenberg à propos de M. Czernin.
Les reportages de M. Czernin sur l'art volé ont contribué à l'adoption de la loi autrichienne sur la restitution des œuvres d'art, qui a ouvert les archives des musées et aidé les familles à récupérer des œuvres volées par les nazis ou saisies par le gouvernement autrichien après la guerre.

## Personnages du film
Après avoir été entraîné dans cette aventure par Maria Altmann, son avocat Randol Schoenberg a ouvert un cabinet spécialisé dans la restitution d'œuvres d'art.
Ronald Lauder, qui apparaît brièvement dans le film pour proposer son soutien à Maria Altmann, a fait l'acquisition du portrait quelques années plus tard pour son propre musée. Lors de leur bref échange, il lui propose de changer d'avocat pour un expert mais Maria Altmann rejette cette proposition et garde Randol Schoenberg.
Au cours du film, Hubertus Czernin prononce devant Maria Altmann le nom de Bruno Grimschitz (de) et indique qu'il a joué un rôle décisif dans la spoliation des œuvres d'art appartenant aux Juifs autrichiens, notamment en ce qui concerne les tableaux de Klimt. Grimschitz, un historien de l'art, était le directeur du musée du Belvédère depuis 1938 et, dans la réalité, Czernin a effectivement dénoncé ses agissements.